# Лора Фортіно
Лора Фортіно (англ. Laura Fortino; 30 січня 1991 року, Гамільтон, Онтаріо, Канада) — канадська хокеїстка. Олімпійська чемпіонка Ігор 2014 року, чемпіонка світу 2012.